# Karol González
Karol Zulith González Prieto (* 24. Februar 1989 in Bucaramanga) ist eine ehemalige kolumbianische Squashspielerin.

## Karriere
Mit der kolumbianischen Nationalmannschaft nahm Karol González 2012 und 2014 an der Weltmeisterschaft teil. 2012 wurde sie mit Laura Tovar im Doppel Panamerikameister. Bei den Panamerikanischen Spielen gewann sie 2015 mit der Mannschaft die Bronzemedaille. Insgesamt vier Medaillen sicherte sie sich bei den Zentralamerika- und Karibikspielen, davon drei Silbermedaillen und einmal Bronze.

## Erfolge
- Panamerikameister im Doppel: 2012 (mit Laura Tovar)
- Panamerikanische Spiele: 1 × Bronze (Mannschaft 2015)
- Südamerikaspiele: 1 × Gold (Mannschaft 2018)
- Zentralamerika- und Karibikspiele: 3 × Silber (Doppel 2014, Mannschaft 2010 und 2014), 1 × Bronze (Mixed 2010)